# フィボナッチ (小惑星)
フィボナッチ (6765 Fibonacci) は、小惑星帯に位置する小惑星である。ラディスラフ・ブローチェクがクレチ天文台で発見した。
イタリアの数学者レオナルド・フィボナッチから命名された。